# Severin Kiefer
Pour les articles homonymes, voir Kiefer.
Severin Kiefer (né le 11 octobre 1990) est un patineur artistique autrichien. Il est neuf fois champion d'Autriche en couples (2011-2013 avec Stina Martini, 2014-2018 avec Miriam Ziegler) et trois fois médaillé de bronze (de 2012 à 2014) à l'épreuve individuelle masculine. Avec Ziegler, il représente l'Autriche aux Jeux olympiques de 2014 et 2018.

## Palmarès

### En individuel
| Compétition                   | 2008 | 2009 | 2010 | 2011 | 2012 | 2013 | 2014 |  |  |  |  |  |  |  |
| Championnats d'Autriche       |      |      | 4e   | 4e   | 3e   | 3e   | 3e   |  |  |  |  |  |  |  |
| Championnats du monde juniors | 27e  |      |      |      |      |      |      |  |  |  |  |  |  |  |
|                               |      |      |      |      |      |      |      |  |  |  |  |  |  |  |

### En couple artistique
Avec deux partenaires :
- Stina Martini (4 saisons : 2009-2013)
- Miriam Ziegler (9 saisons : 2013-2022)

| Compétition                                                                                         | 2010    | 2011    | 2012    | 2013    |  | 2014    | 2015    | 2016    | 2017    | 2018    | 2019    | 2020    | 2021    | 2022    |
| Jeux olympiques d'hiver                                                                             |         |         |         |         |  | 17e     |         |         |         | 20e     |         |         |         | 18e     |
| Championnats du monde                                                                               |         | 21e     | 22e     |         |  | 22e     | 18e     | 21e     | 18e     | 14e     | 10e     | CA      | 11e     | 7e      |
| Championnats d’Europe                                                                               |         | 15e     | 15e     | 13e     |  | 12e     | 8e      | 9e      | 9e      | 7e      | A       | 6e      | CA      | F       |
| Championnats d'Autriche                                                                             |         | 1er     | 1er     | 1er     |  | 1er     | 1er     | 1er     | F       | 1er     | F       | 1er     | 1er     | 1er     |
| Championnats du monde juniors                                                                       | 20e     | 16e     | 15e     |         |  |         |         |         |         |         |         |         | CA      |         |
| |         |         |         |         |  |         |         |         |         |         |         |         |         |         |
| Grand Prix ISU                                                                                      | 2009/10 | 2010/11 | 2011/12 | 2012/13 |  | 2013/14 | 2014/15 | 2015/16 | 2016/17 | 2017/18 | 2018/19 | 2019/20 | 2020/21 | 2021/22 |
| Skate America                                                                                       |         |         |         |         |  |         | 8e      |         |         |         |         |         |         |         |
| Skate Canada                                                                                        |         |         |         |         |  |         |         | 6e      |         |         |         |         | CA      |         |
| Coupe de Chine                                                                                      |         |         |         |         |  |         |         |         |         |         | 4e      |         |         |         |
| Trophée de France                                                                                   |         |         |         |         |  |         | 8e      | 8e      | 6e      |         |         | 5e      | CA      |         |
| Coupe de Russie                                                                                     |         |         |         |         |  |         |         |         |         | 6e      | 4e      | 4e      |         | 8e      |
| Trophée NHK                                                                                         |         |         |         |         |  |         |         |         | 6e      | 6e      |         |         |         |         |
| Légende : F = Forfait ; A = Abandon ; CA = Compétitions annulées à cause de la pandémie de Covid-19 |         |         |         |         |  |         |         |         |         |         |         |         |         |         |

## Programmes

### Avec Ziegler
| Saison    | Programme court                                                                                | Programme libre                                                                        | Exposition                             |
| --------- | ---------------------------------------------------------------------------------------------- | -------------------------------------------------------------------------------------- | -------------------------------------- |
| 2018–2019 | Fortitude par Haevn                                                                            | Hello par Adele Rolling in the Deep par Adele                                          |                                        |
| 2017–2018 | Sunshine on Leith                                                                              | Coldplay Medley                                                                        | One performed par Cinematic Pop        |
| 2016–2017 | Turn to Stone par Ingrid Michaelson                                                            | Mika Medley                                                                            |                                        |
| 2015–2016 | It's Oh So Quiet interprété par Björk choreo. par Mark Pillay                                  | Moulin Rouge! par Craig Armstrong choreo. par Mark Pillay                              | Gold on the Ceiling par The Black Keys |
| 2014–2015 | C'est Pas D'l'amour performed par Rupa & the April Fishes Zydeko (de Quidam) par Benoît Jutras | Phantasia The Music of the Night (de The Phantom of the Opera) par Andrew Lloyd Webber |                                        |
| 2013–2014 | Thank You Unsquare Dance par Dave Brubeck                                                      | The Beatles Medley                                                                     |                                        |

### Avec Martini
| Saison    | Programme court                                                                  | Programme libre                                                                  |
| --------- | -------------------------------------------------------------------------------- | -------------------------------------------------------------------------------- |
| 2012–2013 | Chambermaid Swing par Parov Stelar                                               | Sissi and Franz Blue Danube par Johann Strauss Radetzky March par Johann Strauss |
| 2011–2012 | Sissi and Franz Blue Danube par Johann Strauss Radetzky March par Johann Strauss | Poeta en el mar par Vincente Amigo                                               |
| 2010–2011 | Il était une fois dans l'Ouest par Ennio Morricone Bonanza (soundtrack)          | Addam's Family (bande originale)                                                 |
| 2009–2010 | Great Balls of Fire Stand by Me Labamba                                          | Addam's Family (bande originale)                                                 |

### En individuel
| Saison    | Programme court                                            | Programme libre                                                                                            |
| --------- | ---------------------------------------------------------- | --- |
| 2010–2011 | Mack and Mable                                             | Films d'horreur                                                                                            |
| 2008–2009 | Angie par Rolling Stones Paint It Black par Rolling Stones | Beethoven's Last Night par Transsiberian Orchestra Figaro's Wedding par W. A. Mozart (arrangement moderne) |
| 2007–2008 | Mission: Impossible par Hans Zimmer et Lalo Schifrin       | Beethoven's Last Night par Transsiberian Orchestra Figaro's Wedding                                        |
| 2006–2007 | Toccata te Fugue par J. S. Bach                            | Art on Ice Magic Stradivarius par Edvin Marton                                                             |